# Peter Lindgren
Peter Lindgren (nascido em 6 de março, 1973) é um guitarrista e compositor sueco. Ele é mais conhecido como o ex-guitarrista da banda sueca de death metal progressivo Opeth.
Em março de 2004, Lindgren juntamente com Mikael Åkerfeldt, foram ambos ranqueados #42 dos "100 Maiores Guitarristas de Heavy Metal de Todos os Tempos" pela Guitar World.

## Opeth
Em 1991, ele entrou para o Opeth para tocar baixo em um show, mas acabou ficando e trocando para a guitarra. Alguns dos solos notáveis de guitarra de Lindgren nas canções do Opeth incluem "Deliverance" do álbum Deliverance, "When" de My Arms, Your Hearse, e "Beneath the Mire" de Ghost Reveries. Como explicado no "The Making of Deliverance and Damnation" no DVD ao vivo do Opeth, Lamentations, os direitos de reprodução são baseados na facilidade da entrega dos vocais de Åkerfeldt e qual dos dois pode querer dar um solo a mais. Se Åkerfeldt está tendo problemas com um solo, ele vai entregá-los a Lindgren, e vice-versa.
Em maio de 2007, Peter Lindgren anunciou que tinha deixado o Opeth devido aos rigores da vida na estrada como músico de turnê. Ambos Lindgren e Åkerfeldt disseram que a separação foi amigável.

## Equipamento
Peter Lindgren usou uma PRS Custom 24, uma Gibson Les Paul Custom 1974 e uma Gibson SG 1991. Ele também usou um amplificador Laney VH100R e um processador de efeitos BOSS GT-5. Suas configurações de amplificador/eq foram quase exatamente como nas performances ao vivo de Åkerfeldt.

## Vida pessoal
Lindgren possui graduação em engenharia física, bem como em literatura. Ele está atualmente trabalhando como consultor de TI em Estocolmo.

## Discografia
- Orchid (1995)
- Morningrise (1996)
- My Arms, Your Hearse (1998)
- Still Life (1999)
- Blackwater Park (2001)
- Deliverance (2002)
- Damnation (2003)
- Ghost Reveries (2005)